# NGC 7098
NGC 7098 este o galaxie situată în constelația Octantul. A fost descoperită în 22 septembrie 1835 de către John Herschel. Se află la o distanță de 34 de megaparseci de Pământ.